# Cedrocrypta montana
Cedrocrypta montana är en tvåvingeart som beskrevs av Jean-Jacques Kieffer 1919. Cedrocrypta montana ingår i släktet Cedrocrypta och familjen gallmyggor. Inga underarter finns listade i Catalogue of Life.